# 2001 Mars Odyssey
2001 Mars Odyssey là một tàu vũ trụ robot quay quanh hành tinh sao Hỏa. Dự án được phát triển bởi NASA và ký hợp đồng với Lockheed Martin, với chi phí dự kiến cho toàn bộ sứ mệnh là US $ 297   triệu. Nhiệm vụ của nó là sử dụng máy quang phổ và thiết bị chụp ảnh nhiệt để phát hiện bằng chứng về nước và băng trong quá khứ hoặc hiện tại, cũng như nghiên cứu địa chất và môi trường bức xạ của hành tinh. Hy vọng rằng dữ liệu mà tàu Odyssey thu được sẽ giúp trả lời câu hỏi liệu sự sống có tồn tại trên Sao Hỏa hay không và đánh giá rủi ro về bức xạ mà các phi hành gia trong tương lai trên Sao Hỏa có thể gặp phải. Nó cũng hoạt động như một rơle liên lạc giữa Phòng thí nghiệm Khoa học Sao Hỏa, và trước đó là Tàu thăm dò Sao Hỏa và tàu đổ bộ Phoenix, đến Trái Đất. Nhiệm vụ được đặt tên như một sự tôn vinh dành cho Arthur C. Clarke, gợi lên tên của 2001: A Space Odyssey.
Odyssey được phóng ngày 7 tháng 4 năm 2001, trên một tên lửa Delta II từ Trạm Không quân Cape Canaveral và vào tới quỹ đạo Sao Hỏa vào ngày 24 tháng 10 năm 2001, lúc 02:30 UTC (23 tháng 10 năm 19:30 PDT, 22:30 EDT).
Đến ngày 15 tháng 12 năm 2010, con tàu vũ trụ này đã phá vỡ kỷ lục tàu vũ trụ phục vụ lâu nhất trên Sao Hỏa, với 3.340 ngày hoạt động. Nó hiện đang ở trên quỹ đạo cực quanh Sao Hỏa với trục bán chính khoảng 3.800 km hoặc 2.400 dặm. Nó có đủ nhiên liệu để hoạt động cho đến năm 2025.